# Dry Deck Shelter

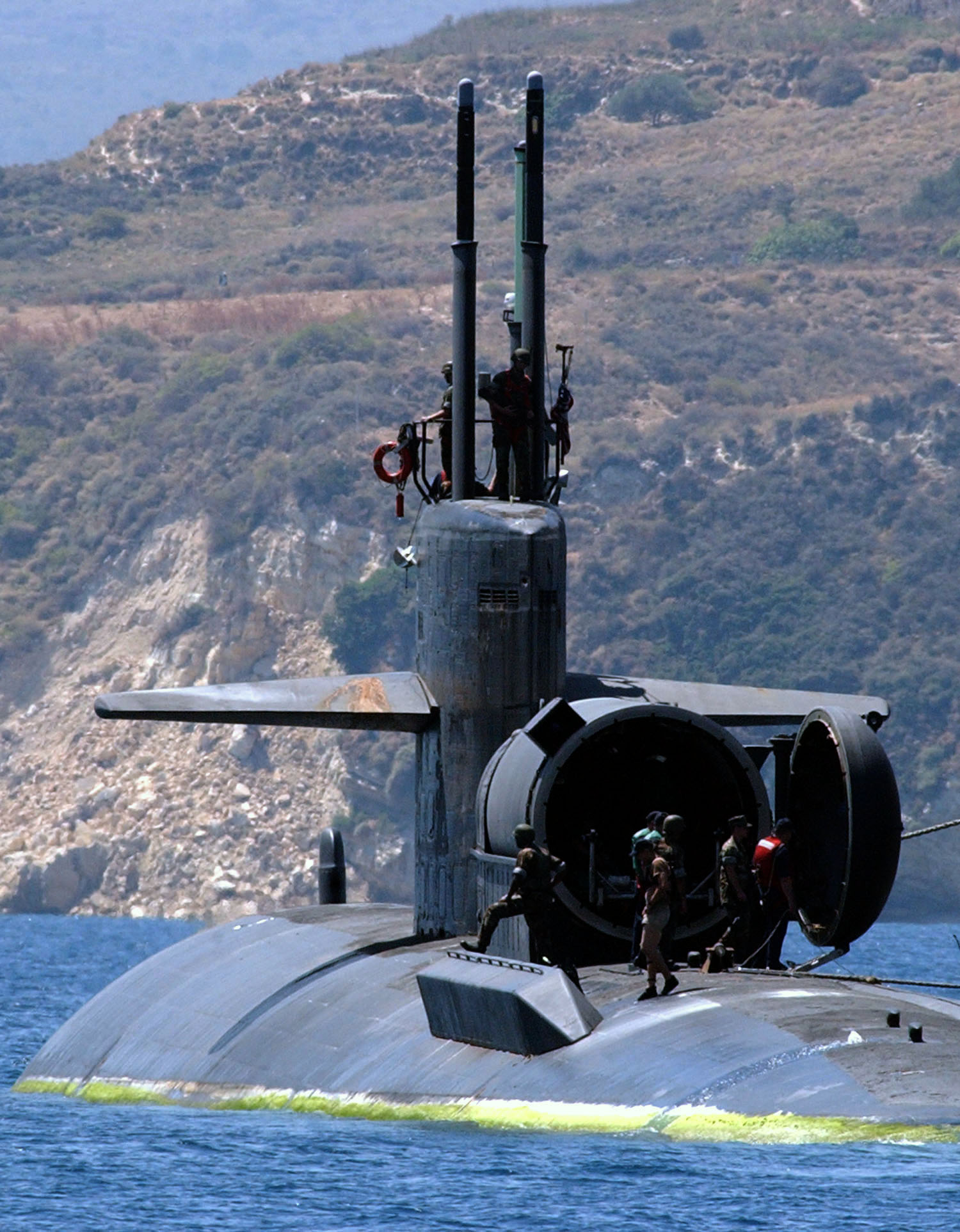
Многоцелевая подводная лодка USS Dallas с установленным модулем Dry Deck Shelter

Dry Deck Shelter — док-камера, устанавливаемая на подводные лодки ВМС США. Представляет собой съёмный модуль-контейнер со шлюзом-ангаром для выхода с подводной лодки боевых пловцов из состава сил проведения специальных операций (ССО) (англ. SEAL). В ангаре устройства могут транспортироваться средства передвижения пловцов — один модуль SDV (англ. SEAL Delivery Vehicle) или до четырёх надувных резиновых лодок CRRC(англ. Combat Rubber Raiding Craft).

## История разработки и производства
Во время Второй мировой войны ВМС США впервые использовали подводные лодки для доставки боевых пловцов к берегу противника для проведения тайных специальных операций. Дизель-электрические подводные лодки того времени имели ограниченные возможности по входу/выходу боевых пловцов из-за отсутствия вместительных шлюзовых камер. Эти возможности были расширены на подводной лодке USS Грейбек (SS 574). На субмарине эксплуатировавшейся с 1969 по 1983 год были установлены две шлюзовых камеры. 16 января 1982 года 5 водолазов ВМС США погибли из-за декомпрессионной болезни в результате слишком быстрого сброса давления в камере шлюза. Дальнейшее расследование показало необходимость разработки специализированных средств, разработки процедур и подготовки кадров для систем глубоководного погружения.
Концепция съемной док-камеры с возможностью транспортировки средств передвижения ССО зародилась в 1970-х годах. Первая док-камера была разработана и произведена подразделением Electric Boat Division корпорации General Dynamics по заказу ВМС США (одновременно с работой по созданию SDV) в рамках программы разработки и изготовления подводных средств доставки подразделений специального назначения флота. В 1982 году было завершено производство модуля DDS-01S. 01 — порядковый номер, S — индекс указывающий в какую сторону открываются ворота ангара; S — на правый борт лодки (от англ. Starboard side)) индекс P говорит о том, что ворота открываются на левый борт (англ. Port side). Всего флот получил шесть таких модулей. На верфи Newport News Shipbuilding с 1987 по 1991 годы были произведены ещё пять модулей с индексами DDS-02P, −03P, −04S, −05S, и −06P. Возможность открытия ворот ангара в разные стороны обусловлена необходимостью обеспечить работу двух рядом установленных модулей.

## Конструкция
Модуль DDS имеет максимальный диаметр около 2,74 метра (9 футов), длину около 11,6 метра (38 футов) и водоизмещение порядка 30 тонн. Модуль состоит из трёх герметичных отсеков изготовленных из стали HY-80. Передний отсек сферический формы является декомпрессионной камерой. Средний отсек также имеет сферическую форму и предназначен для соединения между собой отсеков DDS и шлюзом-переходником на корпусе подводной лодки. Третий отсек является ангаром и представляет собой цилиндр с эллиптическими днищами. В переднем днище находится шлюз-переходник для связи с центральным отсеком, а кормовое днище одновременно является дверями, открывающимися в сторону. Для улучшения обтекаемости модуль закрыт съемным стеклопластиковым обтекателем. Внутри модуля, также как и на подводной лодке, поддерживается атмосферное давление. Модуль рассчитан на функционирование до глубины порядка 40 метров (130 футов).
Ангар рассчитан для транспортировки одного транспортного средства SDV или способен вместить до 20 боевых пловцов и четырёх надувных резиновых лодок CRRC.
Модули DDS могут перевозиться на кораблях, грузовиках или самолетами C-5 Galaxy. Каждый модуль для транспортировки снабжен специально разработанной платформой (англ. truck). Операции по разгрузке модуля, установке на подводную лодку, необходимые процедуры тестирования занимают от одного до трёх дней. Сама операция по установке DDS на субмарину занимает около 12 часов.
Два модуля могут быть установлены на борту бывших стратегических ракетоносцев, многоцелевые подводные лодки могут оснащаться только одним модулем. Для установки модуля требуется переоборудование подводной лодки, которое заключается в установке люка-шлюза в корпусе субмарины, оборудования для снабжения модуля электрической энергией, клапаны и трубы для подачи воздуха и откачки воды. На верхней палубе подводной лодки навариваются специальные фундаменты на которые устанавливается контейнер. При установленном модуле субмарина сохраняет практически все свои характеристики (незначительно падает максимальная скорость полного подводного хода) и сохраняет возможность применения оружия и радиоэлектронного вооружения. Изначально оборудование для установки одного модуля получили USS Jimmy Carter (SSN-23) типа «Сивулф» и все подводные лодки типа «Вирджиния».
Оборудование, установленное на лодках типа «Лос-Анджелес», кроме модулей DDS позволяет им нести глубоководные спасательные аппараты DSRV (англ. Deep Submergence Rescue Vehicle). На некоторых субмаринах шлюзовые устройства обеспечивают установку как модулей DDS, так и мини-субмарин ASDS (англ. Advanced SEAL Delivery System). Такими возможностями обладают переоборудованные бывшие ПЛАРБ типа «Огайо», USS Jimmy Carter и АПЛ типа «Вирджиния».

## Эксплуатация
Типичным является применение DDS для двух типов миссий спецподразделений. Это миссии по доставке подводного средства передвижения пловцов SDV к месту его запуска (англ. SDV missions) и миссии по массовой доставке пловцов к месту высадки (англ. Mass Swimmer Lock-Out - MSLO). В первом случае модуль используется для транспортировки в ангаре подводного транспортного средства SDV (типов Mark 8 mod 0, Mark 8 mod 1 и Mark 9). SDV является средством доставки пловцов так называемого «мокрого» типа. Минисубмарина SDV не является герметичной и пловцы находятся в ней в водолазном снаряжении и используют собственные дыхательные аппараты. Вместимость SDV — 8 человек, из которых один является оператором. После выхода лодки в район выполнения спецоперации происходит затопление ангара и уравнивание давления с забортным. Водолазы команды обеспечения открывают наружную дверь-ворота и устанавливают специальные рельсовые направляющие. По направляющим выдвигается платформа с установленным на ней SDV и происходит запуск минисубмарины. Водолазы, обеспечивавшие выход SDV, могут вернуться обратно на подводную лодку или оставаться снаружи в ожидании возвращения SDV. При возвращении SDV его оператор с помощью активного сонара установленного на борту транспортного средства производит обнаружение подводной лодки. С помощью водолазов команды обеспечения SDV закрепляется на своей платформе и с лебедками по направляющим затаскивается в ангар, после чего двери ангара закрываются. Количество водолазов обеспечения не уточняется, однако исходя из данных некоторых источников минимальная команда по выполнению миссии SEAL включает в себя 14 матросов и старшин, и двух офицеров.
Миссии по массовой высадке боевых пловцов могут осуществляться как в подводном, так и в надводном положении подводной лодки. Как правило используется высадка с использованием надувных резиновых лодок CRRC (англ. Combat Rubber Raiding Craft) с подвесными моторами, на каждой из которых могут быть размещены 8 человек. Несмотря на меньшую скрытность подобной доставки, таким способом может быть доставлено большее количество коммандос с большей скоростью (20 узлов вместо 6-9 в случае SDV). При этом лодки хранятся в сложенном положении внутри модуля DDS, а их количество может доходить до четырёх единиц. При использовании резиновых лодок высадка может производиться в надводном и подводном положениях лодки. Во втором случае боевые пловцы надувают лодки после всплытия на поверхность.
Модули DSS эксплуатируются и обслуживаются членами батискафных команд SDV Team One базирующейся в Перл-Харбор, Гавайи и SDV Team Two в Литл-Крик, штат Вирджиния. Они соответственно подчинены группам проведения спецопераций № 1 (тихоокеанской) (англ. Navy Special Warfare Groups One) размещенной в Коронадо, Калифорния и № 2(атлантической) в Литл-Крик, Вирджиния с общим подчинением Морскому командованию сил специальных операций (англ. Naval Special Warfare Command) в Коронадо, Калифорния. Общее управление осуществляется Командованием сил специальных операций США (англ. U.S. Special Operations Command) в Тампа, Флорида. Специальное соглашение англ. Memoranda of Agreement (MOAs) призвано обеспечить взаимодействие между командами сил специальных операций, экипажами подводных лодок и их командованием.
Тренировка сил специальных операций осуществляется в специальных тренировочных центрах в местах дислокации батискафных групп № 1 и № 2. Оборудование тренировочного центра позволяет проводить все операции по работе с модулями DDS, включая работы под водой с давлением соответствующим рабочей глубине.
Расчетный срок эксплуатации модуля DDS 40 лет. Профилактические ремонты обычно производятся членами обслуживающих батискафных команд, иногда при помощи членов экипажей подводных лодок, каждые 18-26 месяцев. Капитальный ремонт осуществляется раз в десять лет на верфи. При капитальном ремонте производиться демонтаж, проверка и монтаж заново всех компонентов.

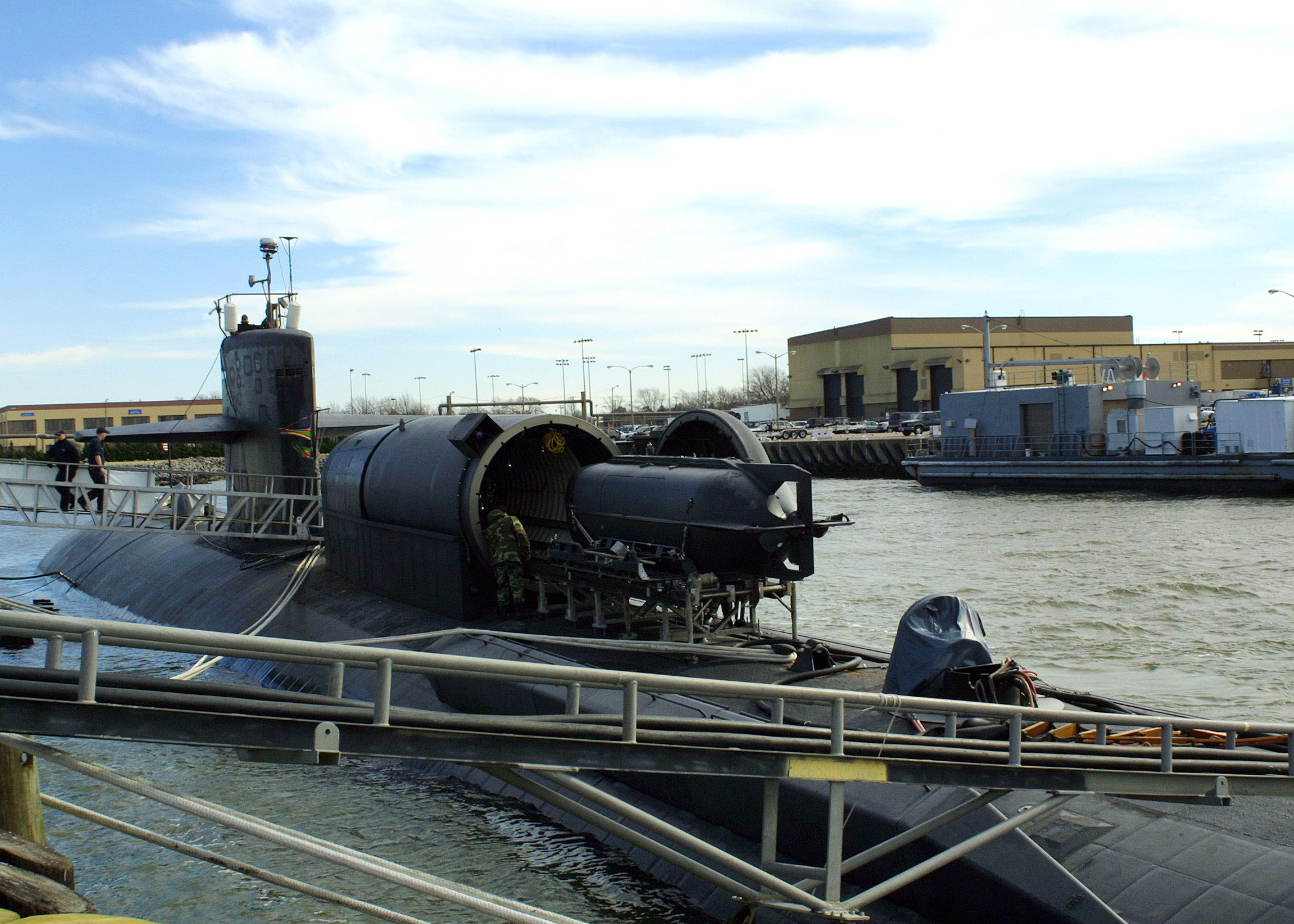
Погрузка аппарата SDV в ангар модуля DDS.
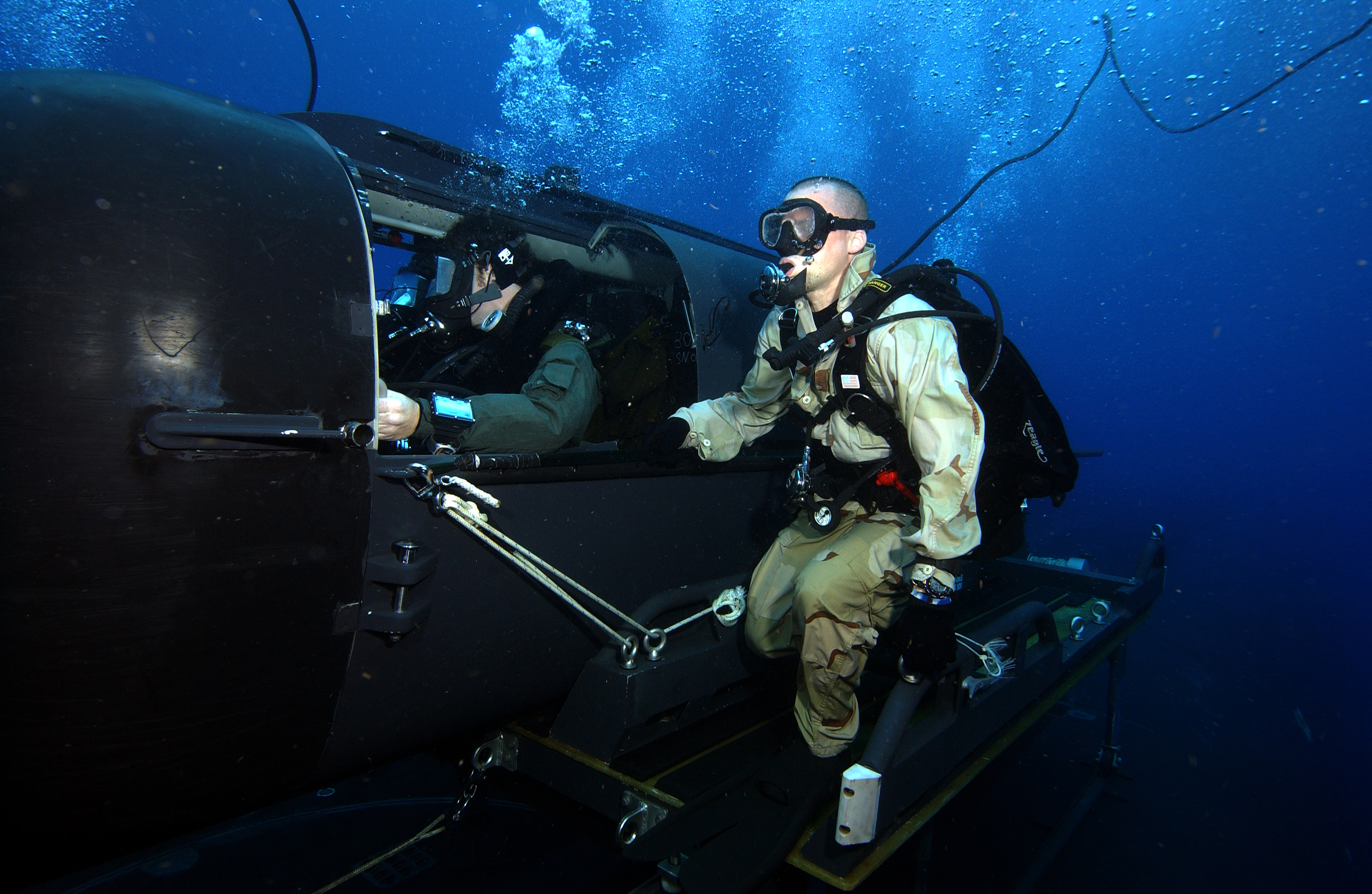
Боевой пловец и оператор SDV из батискафной группы 2 во время учений с участием USS Florida (SSGN 728)
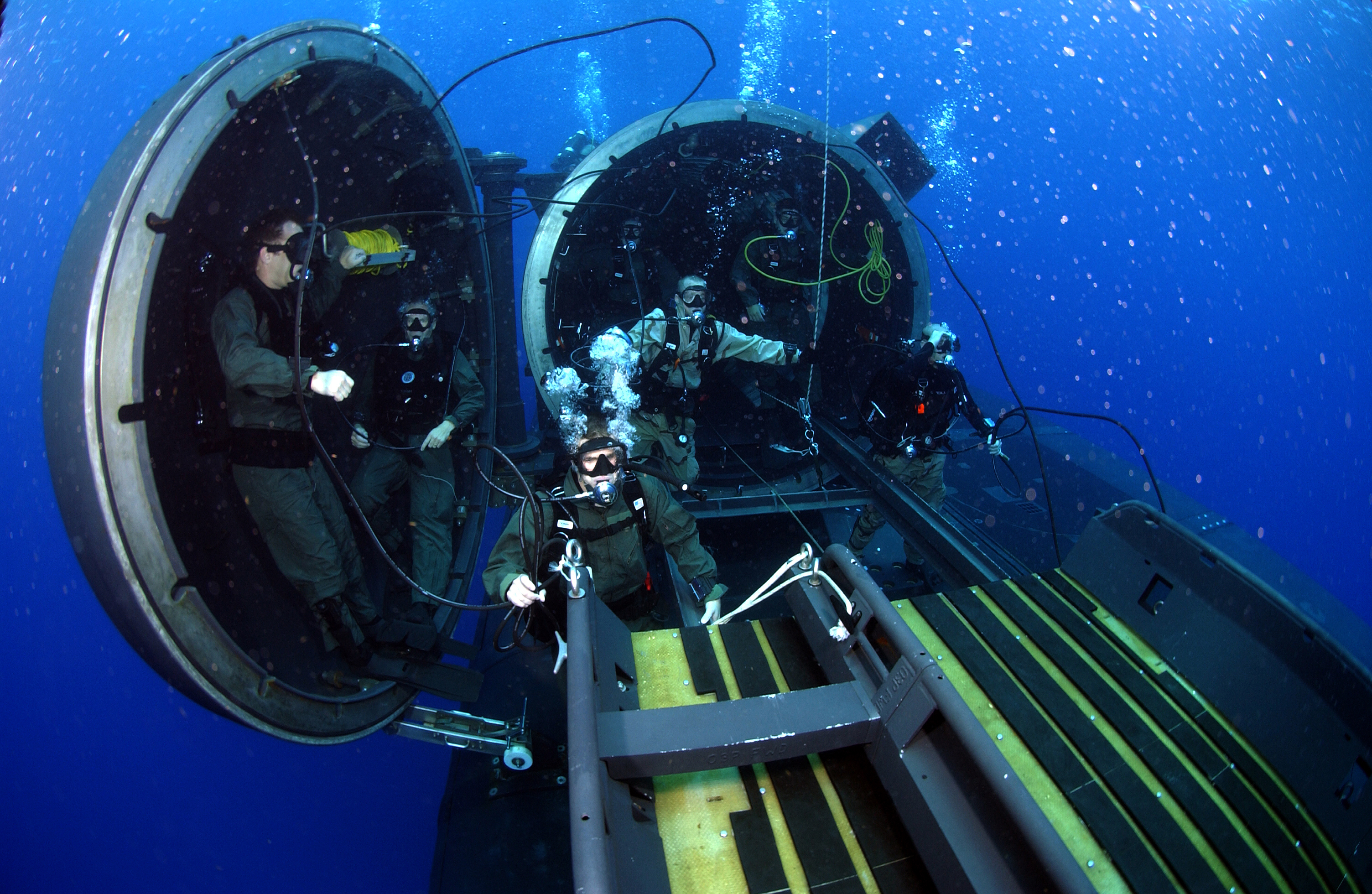
Водолазы группы обеспечения готовы к приёму аппарата SDV.
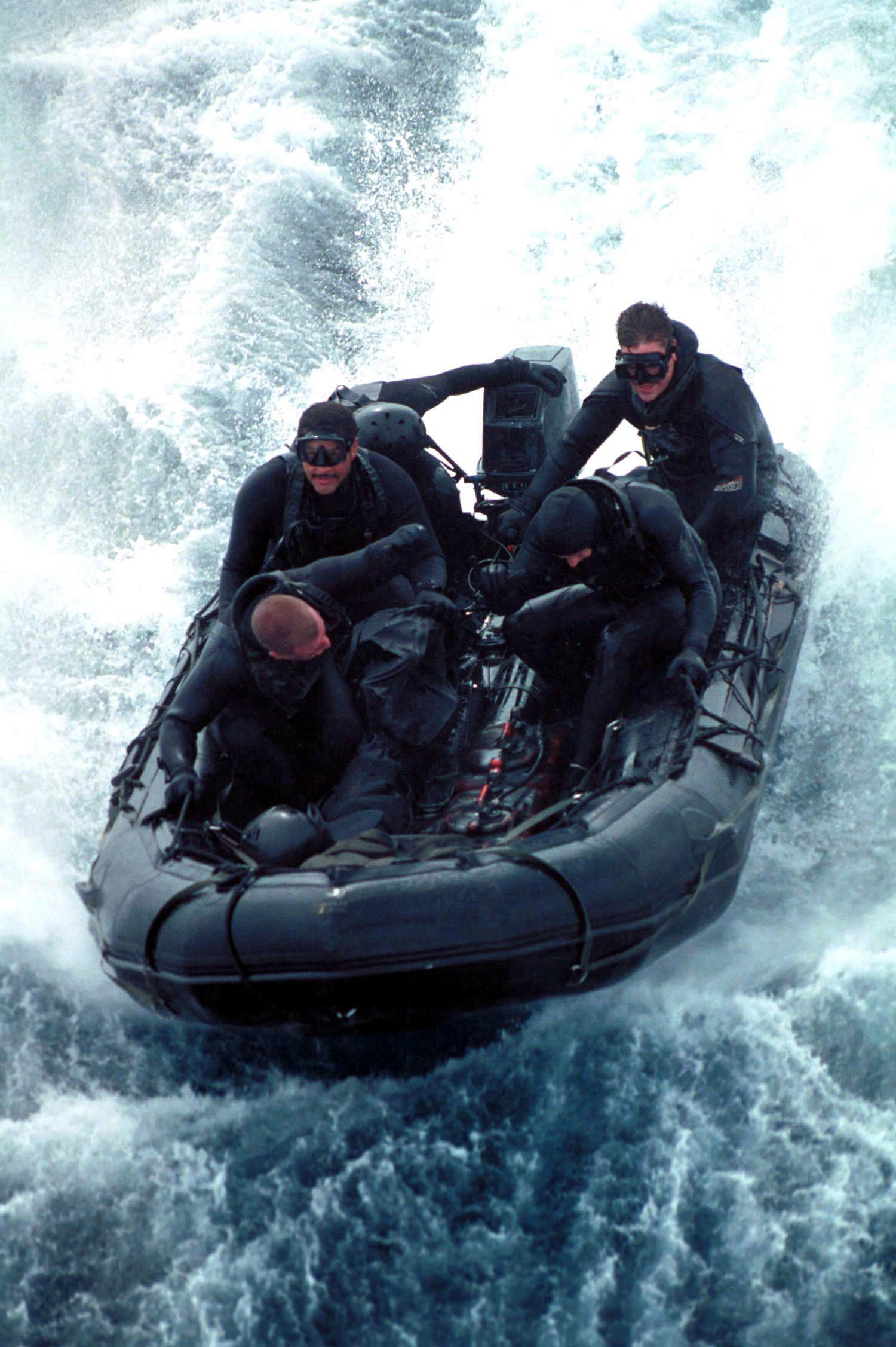
Члены SEAL Team 5 на лодке CRRC во время проведения операции.

## Носители
Под носители модулей DDS переоборудовались торпедные АПЛ (максимально — один модуль) и бывшие ПЛАРБ (до двух модулей на каждой ПЛАРБ). На сегодняшний уже выведены из эксплуатации переоборудованные 6 АПЛ типа «Стёджен», 2 ПЛАРБ типа «Этэн Аллен» и 2 ПЛАРБ типа «Бенджамин Франклин».
По состоянию на конец июня 2010 года в эксплуатации находятся пять переоборудованных АПЛ типа «Лос-Анджелес» и четыре бывших ПЛАРБ типа «Огайо». Изначально с местом под установку одного модуля построены одна из АПЛ типа «Сивулф» и шесть АПЛ типа «Вирджиния» (ещё шесть находятся в постройке).
| Субмарина                      | Тип ПЛ               | Кол-во DDS | Примечание                                    |
| ------------------------------ | -------------------- | ---------- | --------------------------------------------- |
| USS Sam Houston (SSN-609)      | «Этэн Аллен»         | 2          | Выведена из эксплуатации 6 сентября 1991 года |
| USS John Marshall (SSN-611)    | «Этэн Аллен»         | 2          | Выведена из эксплуатации 22 июля 1992 года    |
| USS Kamehameha (SSN-642)       | «Бенджамин Франклин» | 2          | Выведена из эксплуатации 2 апреля 2002 года   |
| USS James K. Polk (SSN-645)    | «Бенджамин Франклин» | 2          | Выведена из эксплуатации 8 июля 1999 года     |
| USS Archerfish (SSN-678)       | «Стёджен»            | 1          | Выведена из эксплуатации 31 марта 1998 года   |
| USS Silversides (SSN-679)      | «Стёджен»            | 1          | Выведена из эксплуатации 21 июля 1994 года    |
| USS William H. Bates (SSN-680) | «Стёджен»            | 1          | Выведена из эксплуатации 2 ноября 2000 года   |
| USS Tunny (SSN-682)            | «Стёджен»            | 1          | Выведена из эксплуатации 13 марта 1998 года   |
| USS Cavalla (SSN-684)          | «Стёджен»            | 1          | Выведена из эксплуатации 30 марта 1998 года   |
| USS L. Mendel Rivers (SSN-686) | «Стёджен»            | 1          | Выведена из эксплуатации 10 мая 2001 года     |
| USS Los Angeles (SSN-688)      | «Лос-Анджелес»       | 1          |                                               |
| USS Philadelphia (SSN-690)     | «Лос-Анджелес»       | 1          |                                               |
| USS Dallas (SSN-700)           | «Лос-Анджелес»       | 1          |                                               |
| USS La Jolla (SSN-701)         | «Лос-Анджелес»       | 1          |                                               |
| USS Buffalo (SSN-715)          | «Лос-Анджелес»       | 1          |                                               |
| USS Ohio (SSGN-726)            | «Огайо»              | 2          |                                               |
| USS Michigan (SSGN-727)        | «Огайо»              | 2          |                                               |
| USS Florida (SSGN-728)         | «Огайо»              | 2          |                                               |
| USS Georgia (SSGN-729)         | «Огайо»              | 2          |                                               |
| USS Jimmy Carter (SSN-23)      | «Сивулф 2»           | 1          |                                               |
| USS Virginia (SSN-774)         | «Вирджиния»          | 1          |                                               |
| USS Texas (SSN 775)            | «Вирджиния»          | 1          |                                               |
| USS Havaii (SSN 776)           | «Вирджиния»          | 1          |                                               |
| USS North Carolina (SSN 777)   | «Вирджиния»          | 1          |                                               |
| USS New Hampshire (SSN 778)    | «Вирджиния»          | 1          |                                               |
| USS New Mexico (SSN 779)       | «Вирджиния»          | 1          |                                               |
| USS Missouri (SSN 780)         | «Вирджиния»          | 1          | В постройке                                   |
| USS California (SSN 781)       | «Вирджиния»          | 1          | В постройке                                   |
| USS Missippi (SSN 782)         | «Вирджиния»          | 1          | В постройке                                   |
| USS Minnesota (SSN 783)        | «Вирджиния»          | 1          | В постройке                                   |
| USS North Dakota (SSN 784)     | «Вирджиния»          | 1          | В постройке                                   |
| USS John Warner (SSN 785)      | «Вирджиния»          | 1          | В постройке                                   |

## Использованная литература и источники
1. 1 2 3 4 5 6 7 8 9 10 11 12 13 14 15 16 17  Steve Southard. Dry Deck Shelters—Deploying Special Operations Forces from Submarines (англ.) (февраль 1999). Дата обращения: 11 июля 2010. Архивировано из оригинала 2 мая 2012 года.
2. ↑  Unique 3-in-1 Research & Development Directory Архивная копия от 26 сентября 2018 на Wayback Machine. — 25th consecutive annual edition. — Washington, D.C.: Government Data Publications, 1986. — Vol. 25 — P. 141 — ISSN 00801461.
3. 1 2 3 4 5 6 7 8 9 10 11 12 13  Dry Deck Shelter (англ.). www.globalsecurity.org. Дата обращения: 11 июля 2010. Архивировано 23 декабря 2018 года.
4. 1 2 3 4 5 6 7 8 9 10 11 12 13 14  Norman Polmar. Naval Institute Guide to the Ships and Aircrafts of the U.S. Navy. 18th Editon. — Annapolis, Maryland: Naval Institute Press, 2005. — С. 100. — ISBN 1591146852.
5. 1 2 3 4 5  Новые возможности сил специальных операций  ВМС США (недоступная ссылка — история) // Журнал «Арсенал». — 2008. — Вып. 3.
6. ↑  Polmar. 18th Editon. — 2005. — С. 95.
7. ↑  Guided Missile Submarines - SSGN (англ.). www.navy.mil. Дата обращения: 17 июля 2010. Архивировано из оригинала 2 мая 2012 года.
8. ↑  RADM John P. Davis, USN. USS Jimmy Carter (SSN-23).  Expanding future SSN missions. (англ.). www.navy.mil. Дата обращения: 17 июля 2010. Архивировано из оригинала 2 мая 2012 года.
9. 1 2  Polmar. 18th Editon. — 2005. — С. 69.
10. ↑  HASC Subcommitte on Projection Forces (англ.). www.navy.mil 8 (15 марта 2005). — Описание ряда программ ВМФ США финансирование которых предусмотрено в рамках бюджета на 2006 финансовый год. Дата обращения: 17 июля 2010. Архивировано из оригинала 2 мая 2012 года.
11. ↑  Павел Сергеев. Подводный соперник. www.lenta.ru (1 августа 2008). — О состоянии и перспективах развития атомного подводного флота США. Дата обращения: 17 июля 2010. Архивировано из оригинала 29 декабря 2008 года.
12. ↑  Polmar. 18th Editon. — 2005. — С. 99.
13. ↑  Dry Deck Shelter (англ.). — Блог члена экипажа USS Dallas (SSN 700). Дата обращения: 17 июля 2010. Архивировано из оригинала 2 мая 2012 года.
14. 1 2  Polmar. 18th Editon. — 2005. — С. 223.
15. 1 2  Dry Deck Shelter (англ.). www.tech.military.com. Дата обращения: 18 июля 2010. Архивировано из оригинала 2 мая 2012 года.
16. ↑  SAM HOUSTON (SSN 609)(ex-SSBN 609) (англ.). U.S. Naval Vessel Register. — данные Военно-морского регистра США. Дата обращения: 13 июля 2010. Архивировано из оригинала 2 мая 2012 года.
17. ↑  JOHN MARSHALL (SSN 611) (ex-SSBN 611) (англ.). U.S. Naval Vessel Register. — данные Военно-морского регистра США. Дата обращения: 13 июля 2010. Архивировано из оригинала 2 мая 2012 года.
18. ↑  KAMEHAMEHA (SSN 642) (ex-SSBN 642) (англ.). U.S. Naval Vessel Register. — данные Военно-морского регистра США. Дата обращения: 13 июля 2010. Архивировано из оригинала 2 мая 2012 года.
19. ↑  JAMES K. POLK (SSN 645) (ex-SSBN 645) (англ.). U.S. Naval Vessel Register. — данные Военно-морского регистра США. Дата обращения: 13 июля 2010. Архивировано из оригинала 2 мая 2012 года.
20. ↑  ARCHERFISH (SSN 678) (англ.). U.S. Naval Vessel Register. — данные Военно-морского регистра США. Дата обращения: 13 июля 2010. Архивировано из оригинала 2 мая 2012 года.
21. ↑  SILVERSIDES (SSN 679) (англ.). U.S. Naval Vessel Register. — данные Военно-морского регистра США. Дата обращения: 13 июля 2010. Архивировано из оригинала 2 мая 2012 года.
22. ↑  WILLIAM H. BATES (SSN 680) (ex-REDFISH) (англ.). U.S. Naval Vessel Register. — данные Военно-морского регистра США. Дата обращения: 13 июля 2010. Архивировано из оригинала 2 мая 2012 года.
23. ↑  TUNNY (SSN 682) (англ.). U.S. Naval Vessel Register. — данные Военно-морского регистра США. Дата обращения: 13 июля 2010. Архивировано из оригинала 2 мая 2012 года.
24. ↑  CAVALLA (SSN 684) (англ.). U.S. Naval Vessel Register. — данные Военно-морского регистра США. Дата обращения: 13 июля 2010. Архивировано из оригинала 2 мая 2012 года.
25. ↑  L. MENDEL RIVERS (SSN 686) (англ.). U.S. Naval Vessel Register. — данные Военно-морского регистра США. Дата обращения: 13 июля 2010. Архивировано из оригинала 2 мая 2012 года.